# Sous-unité ribosomique 30S

Sous-unité ribosomique 30S de ' : l'ARNr 16S est représenté couleur saumon tandis que les protéines ribosomiques associées sont représentées en bleu.

La sous-unité ribosomique 30S est la plus petite des deux sous-unités constituant les ribosomes des procaryotes. Il s'agit d'un complexe ribonucléoprotéique constitué d'un ARN ribosomique — l'ARNr 16S — et de protéines ribosomiques. 
Elle est la cible d'antibiotiques tels que la tétracycline et les aminosides.